# Атомик Бети
Атомик Бети (у трећој сезони: Атомик Бети: Мисија Земља) је канадско-француска анимирана телевизијска серија. Премијеру је имала 29. августа 2004. у Канади на каналу Teletoon.

## Радња
Ради се о девојчици Бети, која наизглед делује као да води нормалан живот, али је заправо свемирски тајни агент. То чува као тајну, али пред крај сезоне она открива да је и њена бака ишла на сличне мисије.

## Емитовање у Србији
У Србији цртана серија је синхронизована премијерно емитована током 2011. године на ТВ Ултра. Синхронизацију је радио студио Лаудворкс. Након ТВ Ултра цртани је емитован и на каналима Пинк Супер Кидс. Од 15. јуна 2020. године  цртани је почео да се емитује на Dexy TV. 

## Улоге
Синхронизацију на српски језик продуцирао је студио Лаудворкс 2011. године.
| Име лика       | Глас                                                       |
| -------------- | ---------------------------------------------------------- |
| Атомик Бети    | Александра Томић                                           |
| Спарки         | Милош Ђуричић                                              |
| Икс 5, Минимус | Синиша Убовић                                              |
| Максимус       | Горан Поповић                                              |
| Шкрга          | Душко Премовић                                             |
| Пенелопа       | Младена Веселиновић                                        |
| Ноа            | Андреј Острошки                                            |
| Палома         | Сања Поповић                                               |
| Остале улоге   | Сара Аврамовски Наташа Балог Марко Мрђеновић Бојан Жировић |